# Монтейру де Каштру, Мануэл
Мануэл Монтейру де Каштру (порт. Manuel Monteiro de Castro; 29 марта 1938, Санта-Эуфемия-де-Празинс, Португалия) — португальский кардинал, ватиканский дипломат и куриальный сановник. Титулярный архиепископ Беневентума с 16 февраля 1985 по 18 февраля 2012. Апостольский нунций в Испании с 1 марта 2000 по 3 июля 2009. Секретарь Конгрегации по делам Епископов с 3 июля 2009 по 5 января 2012. Секретарь Коллегии Кардиналов с 21 октября 2009 по 5 января 2012. Великий пенитенциарий с 5 января 2012 по 21 сентября 2013. Кардинал-дьякон с титулярной диаконией Сан-Доменико-ди-Гусман с 18 февраля 2012 по 4 марта 2022. Кардинал-священник с титулярной диаконией pro hac vice Сан-Доменико-ди-Гусман с 4 марта 2022.

## Ранние годы и священство
Мануэл Монтейру де Каштру родился 29 марта 1938 года в городке Санта-Эуфемия-де-Празинс, что в муниципалитете Гимарайнш, в Португалии.
Монтейру де Каштру изучал гуманитарные науки, философию и богословию в архиепархиальной семинарии Браги. Монтейру де Каштру был рукоположён в сан священника архиепископом Антониу Бенту Жуниором 9 июля 1961 года, в митрополии Браги, после которого он учился в Папском Григорианском университете в Риме, где он получил докторскую степень в области канонического права, в июне 1967 года. В период этого времени Монтейру де Каштру получил практическую подготовку и получил диплом в дипломатии от элитной Папской Церковной Академии. В феврале 1969 года Монтейру де Каштру стал адвокатом в Священной Римской Роте.

## Карьера в церковной дипломатии
Монтейру де Каштру поступил на дипломатическую службу Святого Престола в 1967 году. Монтейру де Каштру был возведён в ранг Капеллана Его Святейшества 1 июля 1968 года. Монтейру де Каштру служил в качестве секретаря нунциатуры в Панаме с 1967 года по 1969 год, в Гватемале с 1969 года по 1972 года, во Вьетнаме и Камбодже с 1972 года по 1975 год, в Австралии с 1975 года по 1978 год в и Мексике с 1978 года по июнь 1981 года. Монтейру де Каштру был повышен до ранга Почётного прелата Его Святейшества с 1 июля 1981 года. Монтейру де Каштру вернулся в Рим, где он работал во второй секции Государственного секретариата с июня по ноябрь 1981 года. Было принято решение назначить его советником нунциатуры в Бельгии в 1981 году, где он служил до 1985 года.
С 16 февраля 1985 года по 25 апреля 1987 год Монтейру де Каштру служил апостольским про-нунцием в англоязычной Вест-Индии, более определенно на Багамах, Барбадосе, Белизе, Доминиканской республике, Гренаде, Ямайке, Сент-Люсии и Тринидаде и Тобаго. И в то же самое время был назначен титулярным архиепископом Беневентума. Монтейру де Каштру был посвящён в сан епископа кардиналом Агостино Казароли — Государственным секретарём Святого Престола, которому сослужили Эурику Диаш Ногейра — архиепископ Браги, и Жулиу Тавареш Ребимбаш — епископ Порту. Двумя годами позднее, 25 апреля 1987 года, он был назначен представлять Святой Престол на Антигуа и Барбуде, где он находился до 21 августа 1990 года. С 21 августа 1990 года по 12 апреля 1991 года апостольский нунций в Гондурасе. С 21 августа 1990 года по 2 февраля 1998 года апостольский нунций в Сальвадоре. Со 2 февраля 1998 года апостольский нунций в Южно-Африканской Республике, Намибии, Свазиленде, а с 7 марта 1998 года ещё в Лесото, занимая эти посты до 1 марта 2000 года. С 1 марта 2000 года по 3 июля 2009 года апостольский нунций в Испании и Андорре.

## Отношения с Испанским правительством
15 февраля 2008 года Монтейру де Каштру встретился с Хосе Луисом Родригесом Сапатеро, уменьшая напряженность между испанским правительством и Церковью.

## Роль в Конгрегации по делам Епископов
3 июля 2009 года Папа римский Бенедикт XVI назначил Монтейру де Каштру секретарем Конгрегации по делам епископов, заменяя в то же денль архиепископа Франческо Монтеризи, который был назначен архипресвитером папской базилики Сан-Паоло фуори Ле Мура. Конгрегация, которая рассматривает кандидатов на назначение епископов латинского обряда не-миссионерских епархий, за исключением случаев, которые подпадают под компетенцию Секции общих дел Государственного секретариата Святого Престола (назначения, которые требуют в той или иной форме консультаций с правительствами) или Конгрегации по делам Восточных Церквей (в странах Ближнего Востока и Греции).
Традиционно секретарь Конгрегации по делам епископов является также секретарём Коллегии кардиналов, и Монтейру де Каштру был официально назначен на эту должность 21 октября 2009 года. Монтейру де Каштру также является одним из советников Конгрегации Доктрины Вера.

## Великий пенитенциарий и кардинал
5 января 2012 года папа Бенедикт XVI принял отставку кардинала Фортунато Бальделли с поста Великого пенитенциария в связи с достижением предельного возраста и назначил его преемником титулярного архиепископа Беневентума Мануэла Монтейру де Каштру — Секретаря Конгрегации по делам Епископов и Секретаря Коллегии Кардиналов.
А 6 января 2012 года было объявлено, что папа римский Бенедикт XVI возведёт Мануэла Монтейру де Каштру в сан кардинала на консистории 18 февраля 2012 года.
18 февраля 2012 года в соборе Святого Петра состоялась консистория, на которой Мануэл Монтейру де Каштру был возведён в сан кардинал-дьякона с титулярной диаконией Сан-Доменико-ди-Гусман. На нового Князя Церкви была возложена кардинальская шапка и вручён кардинальский перстень.
21 апреля 2012 года кардинал Монтейру де Каштру был назначен членом Папского Совета по пастырскому попечению о мигрантах и странствующих, Конгрегации по канонизации Святых и Конгрегации по делам епископов. Монтейру де Каштру будет сохранять членство в этих дикастериях, пока ему не исполнится восемьдесят лет.
Участник Конклава 2013 года.
21 сентября 2013 года отправлен в отставку в связи с достижением предельного возраста.
Кардинал Монтейру де Каштру потерял право голосовать на Папских Конклавах 29 марта 2018 года, когда ему исполнилось 80 лет.
4 марта 2022 года возведён в сан кардинала-священника с титулярной диаконией pro hac vice Сан-Доменико-ди-Гусман

## Взгляды

### Гомосексуальные отношения
Монсеньор Монтейру де Каштру цитировался в либеральной прессе, за свои взглядов относительно гомосексуальных отношений. Он сказал конференции католических епископов Испании что «есть другие формы сожительства, и хорошо чтобы они были признанными». Он настойчиво утверждал, что однополые союзы не могут быть расценены как браки, но он подразумевал, что они были по крайней мере достойны сострадания.